# Sainte-Colombe-en-Bruilhois
Sainte-Colombe-en-Bruilhois is een gemeente in het Franse departement Lot-et-Garonne (regio Nouvelle-Aquitaine). De plaats maakt deel uit van het arrondissement Agen. Sainte-Colombe-en-Bruilhois telde op 1 januari 2022 1.552 inwoners.

## Geografie
De oppervlakte van Sainte-Colombe-en-Bruilhois bedroeg op  1 januari 2022 21,15 vierkante kilometer; de bevolkingsdichtheid was toen 73,4 inwoners per km².

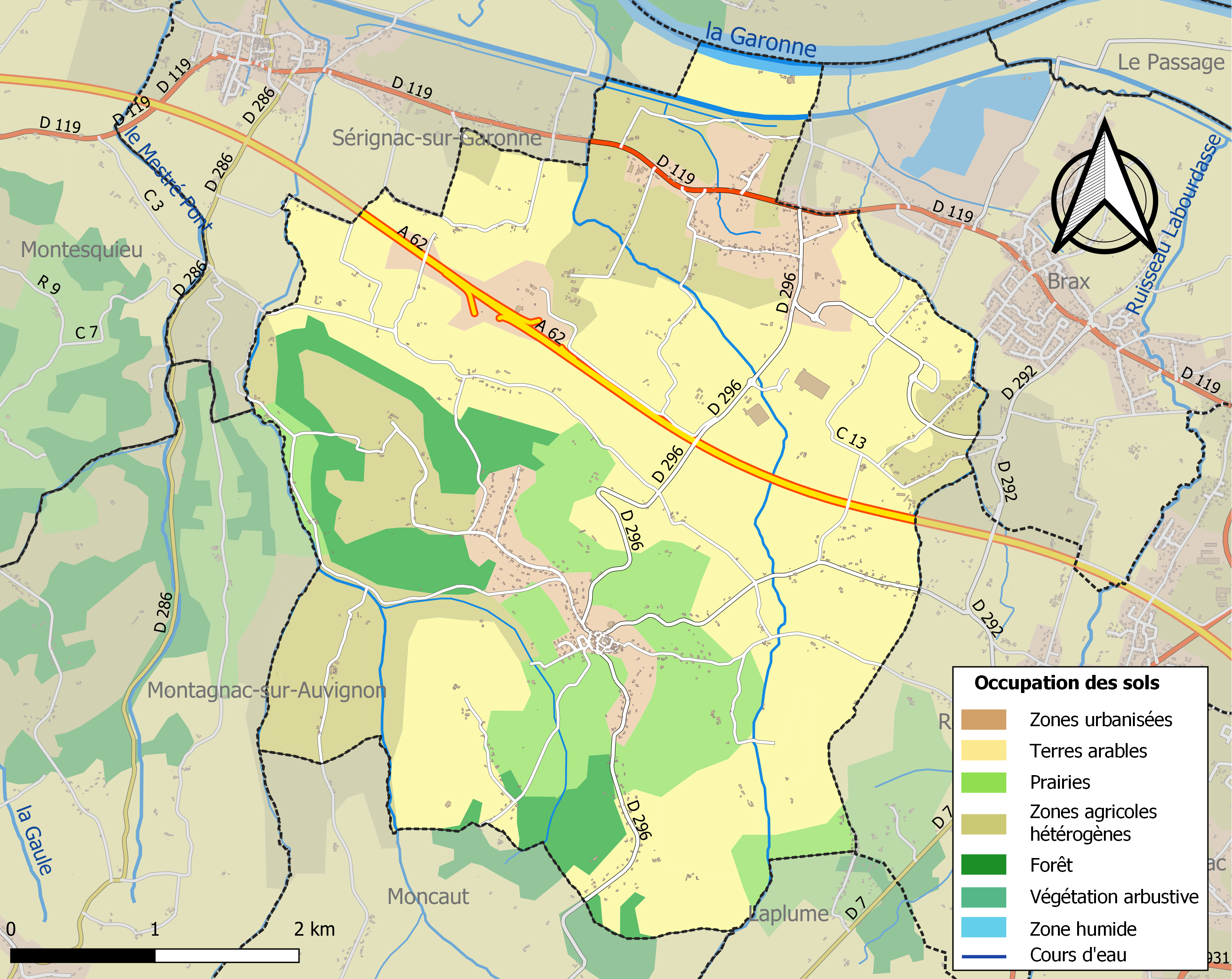
Kaart van de gemeente met de belangrijkste infrastructuur, bodemgebruik en omliggende gemeenten

## Demografie
Onderstaande figuur toont het verloop van het inwonertal (bron: INSEE-tellingen).